# Układ osi lokomotywy
Układ osi lokomotywy – liczba i układ osi tocznych i napędowych lub wiązanych lokomotywy. Na oznaczenie poszczególnych układów osi, ułatwiające klasyfikację lokomotyw, stosowane są odpowiednie oznaczenia cyfrowo-literowe. Układ osi był istotną cechą zwłaszcza parowozów, gdzie występowało największe zróżnicowanie układów osi i ich oznaczeń.
W przypadku lokomotyw spalinowych oraz elektrycznych, a także w przypadku wagonów motorowych układ osi jest mniej zróżnicowany, jednak i tutaj odgrywa on niebagatelną rolę w dynamice pojazdu. To wszystko sprawia, że układ osi jest istotnym parametrem występującym w każdej charakterystyce taboru trakcyjnego.

## Oznaczenia układu osi

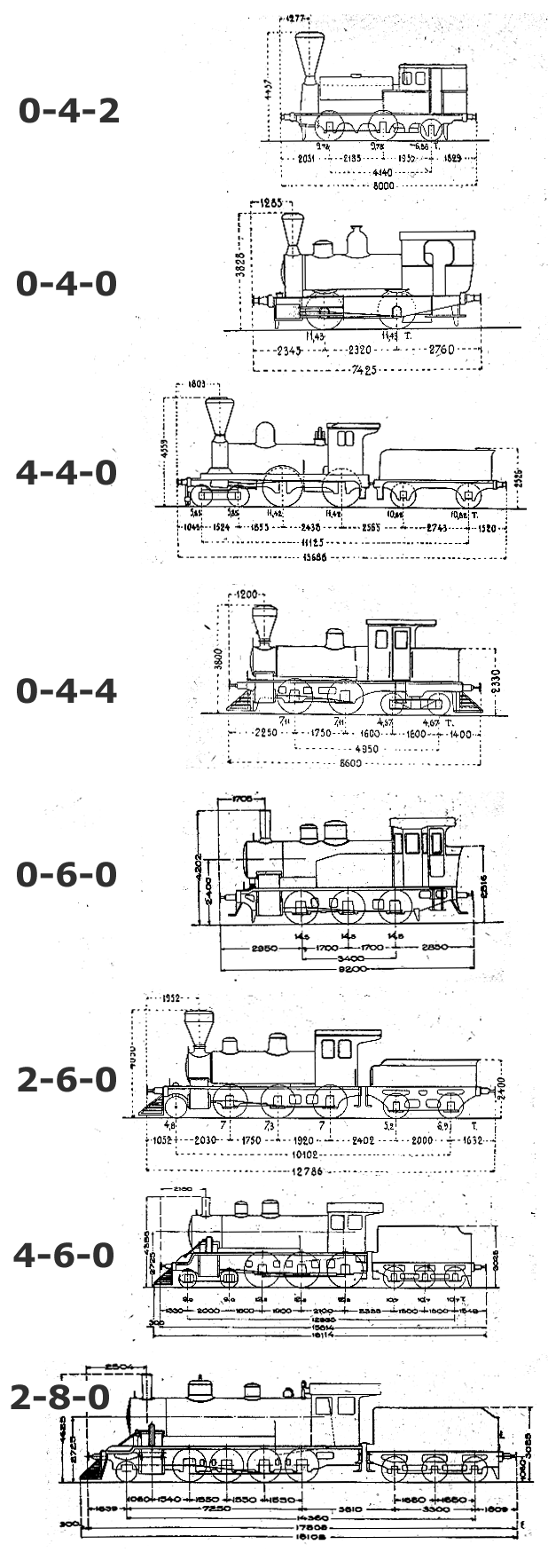
Oznaczenia brytyjskie – przykłady oznaczeń według Whyte notation

### Polskie
Dla parowozów
- W oznaczeniu serii: ostatnia mała litera oznacza układ osi, według tabeli poniżej, np. Pt47, TKt48.
- Liczbowo: trzycyfrowe oznaczenie według systemu francusko-rosyjskiego[1]. Kolejne cyfry rozdzielone myślnikami oznaczają liczbę osi: tocznych przednich, napędowych i tocznych tylnych. Brak osi w grupie oznacza 0[1]. Więcej cyfr oznacza parowóz wieloczłonowy.
- Literowo-cyfrowo: według systemu niemieckiego opisanego poniżej.
- Obrazowo: osie toczne oznacza litera o a napędowe O. Przeważnie grupy osi oddziela się spacją. Czasem literę oznaczającą oś silnikową wyróżnia się pogrubieniem albo zaczernieniem.

Dla pozostałego taboru trakcyjnego
- Cyfry oznaczają liczbę osi tocznych, a wielka litera napędowych. Pozycja litery w alfabecie łacińskim wyznacza liczbę osi. W zespołach trakcyjnych liczbę osi podaje się osobno dla każdego członu. 0 oznaczające brak osi pomija się.
- Osie prowadzące, mogące wykonywać obrót względem ostoi, oznacza się '.
- Osie należące do wózka ujmuje się w nawiasy np. (1A)'(A1)', dla przypadków oczywistych nawias pomija się, np. B'B'.
- Do symbolu osi napędzanych indywidualnie dodaje się o, np. Bo'Bo' – oznacza dwa wózki dwuosiowe z napędem indywidualnym.
- Jeśli pojazd składa się z rozłączalnych członów oznacza się to przez znak +, np. elektrowóz ET41 ma układ osi Bo'Bo'+Bo'Bo'.

### Niemieckie
Stosowany obecnie w większości krajów Europy, wprowadzony jako standard przez Międzynarodowy Związek Kolei (UIC). Oznaczenie będące kombinacją liter i cyfr, pozwala na dokładne określenie cech układu osi, zwłaszcza mniej typowych lokomotyw.
- Cyfry oznaczają liczbę osi tocznych, a wielka litera napędowych. Pozycja litery w alfabecie łacińskim wyznacza liczbę osi. W parowozach wieloczłonowych liczbę osi podaje się osobno dla każdego członu. 0 oznaczające brak osi pomija się[1].
- Toczne osie ruchome dodatkowo oznacza się apostrofem (') np. 2'C1' (oznaczenie to często jest pomijane)[1].
- W parowozach wieloczłonowych symbole odnoszące się do grup osi prowadzonych w odrębnych ramach ujmuje się w nawiasy[1] np. (2'D)2'D.
  - W parowozach Garratta wózki traktuje się jak dwa oddzielne parowozy i ujmuje w nawiasach np. (1'C1')(1'C1')[1].
- Do symbolu osi napędzanych indywidualnie dodaje się o np. 1'Bo.
- W rozbudowanym systemie niemieckim po oznaczeniu samego układu osi parowozów dodawane bywają dalsze informacje, w kolejności:[1]
  - litera n oznaczająca parowóz na parę nasyconą, h – na parę przegrzaną, t – z osuszaczem pary;
  - cyfra 2, 3 lub 4 oznaczająca liczbę cylindrów silnika;
  - opcjonalnie litera v oznaczająca silnik sprzężony, t oznaczająca tendrzak, z oznaczająca napęd zębaty, f oznaczająca parowóz bezogniowy[1].

### Francusko-rosyjskie
- Kolejne cyfry oznaczają liczbę osi w grupach: toczne z przodu, napędowe, toczne z tyłu. Zapisuje się jako ciąg cyfr oddzielonych myślnikami (w Rosji) lub liczbę trzycyfrową (we Francji). 0 oznacza brak osi w grupie[1].

### Brytyjskie
(ang. Whyte notation)
- Kolejne liczby oznaczają liczbę kół w grupach. Liczby zawsze są rozdzielone myślnikami. Brak osi w grupie oznacza 0. Litera T na końcu oznacza parowóz tendrzak.

### USA i kanadyjskie
Część układów osi posiada tradycyjne nazwy własne, lecz w Polsce nie są używane.

## Przykłady oznaczeń
Oznaczenie układu osi parowozów
| Polskie                | Niemieckie UIC | Nazwy w USA i Kanadzie                                         | Brytyjskie (liczba kół) | Francuskie (liczba osi) | Układ osi     | Parowozy                                                                |
| ---------------------- | -------------- | -------------------------------------------------------------- | ----------------------- | ----------------------- | ------------- | ----------------------------------------------------------------------- |
| a                      | 1A1            | Single Jenny Lind                                              | 2-2-2                   | 1-1-1                   | o O o         | OKa1                                                                    |
| b                      | B              | 4-Wheel-Switcher                                               | 0-4-0                   | 0-2-0                   | OO            | TKb-1479                                                                |
| c                      | 1'B            | Bowker Porter                                                  | 2-4-0                   | 1-2-0                   | o OO          | Oc1                                                                     |
| d                      | 2'B            | American 8-Wheeler                                             | 4-4-0                   | 2-2-0                   | oo OO         | Pd1                                                                     |
| e                      | 1'B1'          | Columbia                                                       | 2-4-2                   | 1-2-1                   | o OO o        | OKe1                                                                    |
| f                      | 2'B1'          | Atlantic                                                       | 4-4-2                   | 2-2-1                   | oo OO o       | Pf2                                                                     |
| g                      | 2'B2'          | Reading Jubilee Lady Baltimore                                 | 4-4-4                   | 2-2-2                   | oo OO oo      |                                                                         |
| h                      | C              | 6-Wheel-Switcher                                               | 0-6-0                   | 0-3-0                   | OOO           | TKh29                                                                   |
| i                      | 1'C            | Mogul                                                          | 2-6-0                   | 1-3-0                   | o OOO         | TKi3, Oi2                                                               |
| k                      | 2'C            | 10-Wheeler                                                     | 4-6-0                   | 2-3-0                   | oo OOO        | Ok1, Ok22                                                               |
| l                      | 1'C1           | Prairie                                                        | 2-6-2                   | 1-3-1                   | o OOO o       | OKl27, Ol49                                                             |
| m                      | 2'C1           | Pacific                                                        | 4-6-2                   | 2-3-1                   | oo OOO o      | Pm36 (Piękna Helena), Pm3, Pm2, Om101, OKm11, LNER A3 (Flying Scotsman) |
| n                      | 1'C2'          | Adriatic                                                       | 2-6-4                   | 1-3-2                   | o OOO oo      | Pn11                                                                    |
| o                      | 2'C2'          | Hudson Milwaukee Baltic Shore Line                             | 4-6-4                   | 2-3-2                   | oo OOO oo     | OKo1                                                                    |
| p                      | D              | 8-Wheel-Switcher                                               | 0-8-0                   | 0-4-0                   | OOOO          | Tp4                                                                     |
| r                      | 1'D            | Consolidation                                                  | 2-8-0                   | 1-4-0                   | o OOOO        | Tr21, Tr203                                                             |
| s                      | 2'D            | Mastodon Tarantula 12-Wheeler                                  | 4-8-0                   | 2-4-0                   | oo OOOO       | Os24                                                                    |
| t                      | 1'D1'          | Mikado Mike MacArthur Calmet                                   | 2-8-2                   | 1-4-1                   | o OOOO o      | TKt48, Pt47, Ot1                                                        |
| u                      | 2'D1'          | Mountain Mohawk New Haven                                      | 4-8-2                   | 2-4-1                   | oo OOOO o     | Pu29                                                                    |
| w                      | E              | 10-Wheel-Switcher                                              | 0-10-0                  | 0-5-0                   | OOOOO         | TKw2                                                                    |
| y                      | 1'E            | Decapod                                                        | 2-10-0                  | 1-5-0                   | o OOOOO       | Ty51, Ty2, Ty246                                                        |
| z                      | 1'E1'          | Santa Fé Central Decapod Lorraine                              | 2-10-2                  | 1-5-1                   | o OOOOO o     | OKz32                                                                   |
| Niektóre inne          |                |                                                                |                         |                         |               |                                                                         |
| –                      | 1A             | Planet                                                         | 2-2-0                   | 1-1-0                   | o O           | -                                                                       |
| –                      | 2A             | Jervis                                                         | 4-2-0                   | 2-1-0                   | oo O          | -                                                                       |
| –                      | 2A1            | Bicycle                                                        | 4-2-2                   | 2-1-1                   | oo O o        | -                                                                       |
| –                      | 3A             | Crampton                                                       | 6-2-0                   | 3-1-0                   | ooo O         | -                                                                       |
| –                      | D1'            | Transfer                                                       | 0-8-2                   | 0-4-1                   | OOOO o        | -                                                                       |
| –                      | 1'D2'          | Berkshire Kanawha Lima                                         | 2-8-4                   | 1-4-2                   | o OOOO oo     | -                                                                       |
| –                      | 2'D2'          | Northern Niagara Confederation Dixie Greenbrier Pocono Potomac | 4-8-4                   | 2-4-2                   | oo OOOO oo    | -                                                                       |
| –                      | E1'            | Union                                                          | 0-10-2                  | 0-5-1                   | OOOOO o       | -                                                                       |
| –                      | 1'E2'          | Texas Colorado Selkirk                                         | 2-10-4                  | 1-5-2                   | o OOOOO oo    | -                                                                       |
| –                      | 1'F2'          | -                                                              | 2-12-4                  | 1-6-2                   | o OOOOOO oo   | BDZ 46 (TT1-6-217)                                                      |
| –                      | 2'G2'          | -                                                              | 4-14-4                  | 2-7-2                   | oo OOOOOOO oo | AA                                                                      |
| Parowozy wieloczłonowe |                |                                                                |                         |                         |               |                                                                         |
| Malleta                |                |                                                                |                         |                         |               |                                                                         |
| –                      | (2'C)C2'       | Challenger                                                     |                         | 2-3-0+0-3-2             | oo OOO oo     | Challenger                                                              |
| –                      | (2'D)D2'       | Big boy                                                        |                         | 2-4-0+0-4-2             | oo OOOO oo    | Big Boy                                                                 |